# Anh em nhà Marx

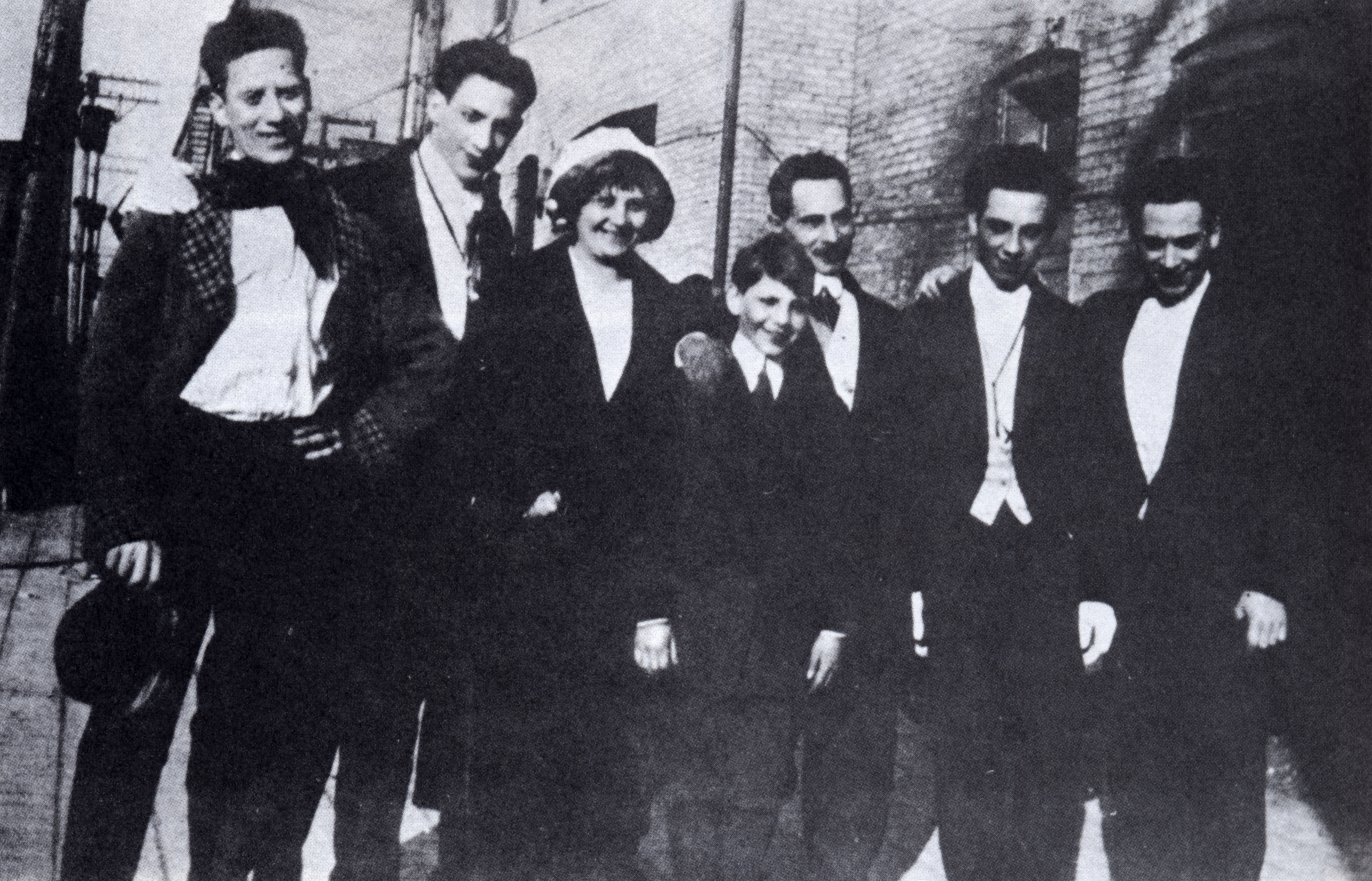
Groucho, Gummo, Minnie (mẹ), Zeppo, Frenchy (cha), Chico, và Harpo, khoảng lúc đóng thiết mục "Fun in Hi Skule" năm 1913

Anh em nhà Marx (tiếng Anh: Marx Brothers) là một nhóm năm diễn viên kịch vui người Mỹ đóng trong vaudeville, kịch sân khấu, phim, và TV.

## Tuổi trẻ
Được sinh ở Thành phố New York, họ là những con của người Do Thái nhập cư từ Đức. Mẹ Minnie Schönberg sinh trưởng tại Dornum ở Tây Frisia, và cha Simon Marrix (tên được Anh hóa thành Sam Marx) sinh trưởng ở Alsace, nay thuộc Pháp. Gia đình ở Upper East Side của Thành phố New York, giữa những khu người Ireland, người Đức, và người Ý.

## Những anh em

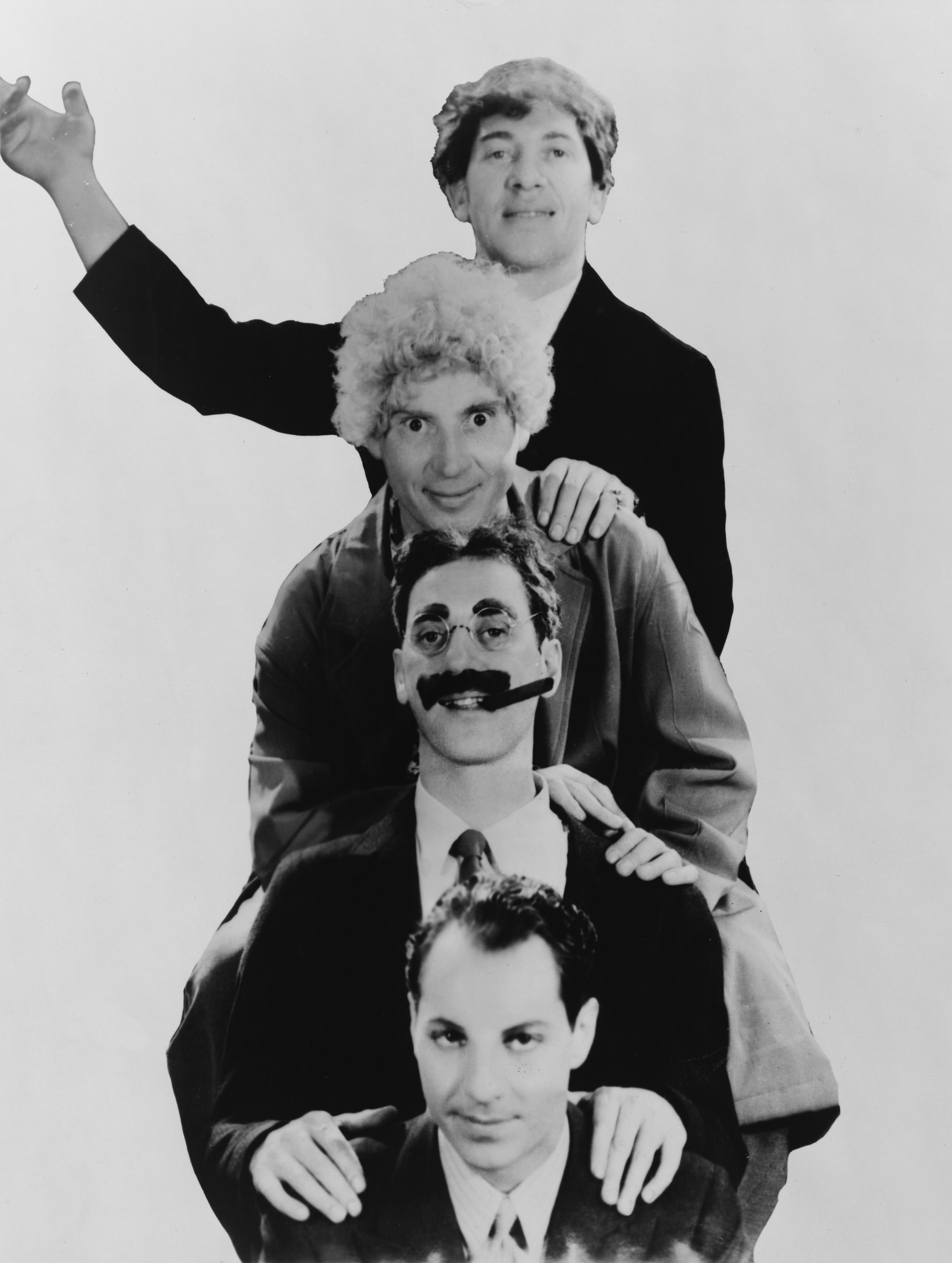
Từ trên trở xuống: Chico, Harpo, Groucho, và Zeppo (1931)

Những anh em là:
| Nghệ danh | Tên thật                    | Sinh                 | Mất                              |
| --------- | --------------------------- | -------------------- | -------------------------------- |
|           | Manfred                     | Tháng 1 năm 1886     | 17 tháng 7 năm 1886 (khi còn bé) |
| Chico     | Leonard                     | 22 tháng 3 năm 1887  | 11 tháng 10 năm 1961             |
| Harpo     | Adolph (sau 1917 là Arthur) | 23 tháng 11 năm 1888 | 28 tháng 9 năm 1964              |
| Groucho   | Julius Henry                | 2 tháng 10 năm 1890  | 19 tháng 8 năm 1977              |
| Gummo     | Milton                      | 23 tháng 10 năm 1892 | 21 tháng 4 năm 1977              |
| Zeppo     | Herbert                     | 25 tháng 2 năm 1901  | 30 tháng 11 năm 1979             |

## Các phim
Các phim có Bốn anh em nhà Marx đóng vai:
- Humor Risk (1926), xem thử một lần nhưng không bao giờ được phát hành; có lẽ bị mất
- The Cocoanuts (1929), được phát hành bởi Paramount Pictures
- Animal Crackers (1930), Paramount
- The House That Shadows Built (1931), Paramount
- Monkey Business (1931), Paramount
- Horse Feathers (1932), Paramount
- Duck Soup (1933), Paramount

Các phim có Ba anh em nhà Marx đóng vai (sau thời Zeppo):
- A Night at the Opera (1935), được phát hành bởi MGM
- A Day at the Races (1937), MGM
- Room Service (1938), RKO Radio Pictures
- At the Circus (1939), MGM
- Go West (1940), MGM
- The Big Store (1941), MGM
- A Night in Casablanca (1946), United Artists
- Love Happy (1949), United Artists
- The Story of Mankind (1957), Warner Brothers

Phim solo:
- Groucho:
  - Copacabana (1947), được phát hành bởi United Artists
  - Double Dynamite (1951), RKO
  - A Girl in Every Port (1952), RKO
  - Will Success Spoil Rock Hunter? (1957), 20th Century Fox (không được ghi công)
  - The Mikado (1960), thâu cho TV
  - Skidoo (1968), Paramount
- Harpo:
  - Too Many Kisses (1925), Paramount
  - Stage Door Canteen (1943), United Artists (cameo)
- Chico:
  - Papa Romani (1950), chiếu thử chương trình TV
- Zeppo:
  - A Kiss in the Dark (1925), Paramount (cameo)